# Intelectin-2
Intelectin-2‏ (Intelectin 2) هوَ بروتين يُشَفر بواسطة جين Intelectin-2 في الإنسان.